# Philopation
Philopation o Philopatium (in greco Φιλοπάτιον?) era il nome di un palazzo e di una zona fuori dalle mura della capitale bizantina Costantinopoli (la moderna Istanbul, Turchia), nota per i suoi parchi e giardini.

## Storia
Secondo i resoconti dell'XI secolo, si trovava a nord di Costantinopoli, appena fuori le mura delle Blacherne. Altre documentazioni collocano la struttura verso il mare nella zona della Porta Aurea.
Il luogo fu amato da Giustiniano e Teodora, e servì come ritiro primaverile o estivo per gli imperatori bizantini dopo di loro. Lo storico del VI secolo Procopio lo descrive così: "Una lussureggiante foresta di cipressi, pendii verdeggianti e fioriti, una sorgente che versa silenziosamente le sue acque calme e rinfrescanti, queste sono le caratteristiche che rendono questo luogo sacro".
Nella piana dove sorgerà il palazzo, c'era una sorgente, chiamata Fonte della Vita (in greco Ζωοδόχος Πηγή?, Zoodochos Pege, ossia Fonte che dà la vita) . Quando fu riferito che un cieco era stato restituito alla vista al tocco delle sue acque, Leone I eresse una chiesa sopra la sorgente, la chiesa di Santa Maria della Fonte. Giustiniano, credendo che un bagno nella sorgente lo avesse guarito dai calcoli, ingrandì con parsimonia la chiesa per mezzo del materiale superfluo che rimase dopo il completamento di Hagia Sophia. Distrutta due volte dal terremoto, fu successivamente ricostruita da Irene di Atene, moglie di Leone IV, nell'VIII secolo, e da Basilio I cento anni dopo.
Lo zar bulgaro Simeone, durante una delle sue incursioni all'inizio del X secolo, rase al suolo il palazzo, ma alla sua partenza il complesso fu restaurato con maggiore splendore da Romano I Lecapeno. Una generazione dopo, il re Pietro, figlio di Simeone, sposò al suo altare la nipote dello stesso Romano. Lì fu anche solennizzato il matrimonio ancora più brillante del giovane imperatore Giovanni V ed Elena, l'ammaliante figlia di Giovanni VI Cantacuzeno.
Vicino alla chiesa c'era il Palazzo del Pege, o della Primavera, dove gli imperatori si trasferivano annualmente il giorno dell'Ascensione, e dove si dedicavano alcune settimane alla loro salute. Durante la seconda crociata, il re Luigi VII di Francia e sua moglie, la regina Eleonora d'Aquitania, vi furono alloggiati per diverse settimane.
Non esistono vestigia del palazzo. Qui c'era il quartier generale del sultano ottomano Murad II durante il suo infruttuoso assedio di tre mesi a Costantinopoli nel 1422. La chiesa fu molto danneggiata all'epoca, ma non completamente distrutta fino a dopo la vittoria di Maometto II. Il sito della chiesa (oggi il sobborgo di Balıklı nel quartiere moderno di Zeytinburnu) rimase in mani greco-ortodosse per tutto il periodo ottomano, diventando la sede di un ospedale patriarcale nel XVIII secolo. La chiesa fu nuovamente distrutta dai giannizzeri nel 1825, e ricostruita nel 1833. Il cimitero della chiesa serve come il principale cimitero ortodosso della città, ospitando le tombe di molti patriarchi.